# Chersotis calorica
Chersotis calorica är en fjärilsart som beskrevs av Corti 1930. Chersotis calorica ingår i släktet Chersotis och familjen nattflyn. Inga underarter finns listade i Catalogue of Life.